# サウンド・イン・ナウ
『サウンド・イン・ナウ』はTOKYO FM（当時は「FM東京」）をキーステーションに放送されていたポップス系音楽とトーク中心のFMラジオ音楽番組。1971年4月3日から1977年9月24日まで、毎週土曜日午後3時に放送されていた。

## 概要
日立製作所のスポンサーによる音楽番組。
毎週土曜日の午後3時から午後5時という時間帯のため多くのFMファンが聴くことになった。

### 放送時期、時刻
1971年4月3日(土)から番組開始　15:00～16:55
1974年10月5日(土)放送からは　15:00～15:55（スポンサーの都合により放送時間が短縮）放送時間が半分になり女性パーソナリティーは出演しなくなる。
最終回の放送は1977年9月24日(土)

### パーソナリティー
- すぎやまこういち
- 内藤圭子（1971年4月から1971年12月を担当）
- 須藤敏子（1971年9月から1972年7月を担当）
- 堀内美紀（1971年1月から1974年9月を担当）

## 放送内容
■番組前半、洋楽などを特集する「ポップス・コーナー」（邦楽の場合もある）

番組ではビートルズ、カーペンターズなどの人気外国音楽が紹介され、羽柴秀彦の選曲と台本、すぎやまこういち の豊富な音楽知識と独特な音楽観、軽快なトークで番組が作られた。

特にビートルズの楽曲を特集する放送の時は大きな聴取率があった。
■番組後半、「カラオケ・コーナー」放送当時ヒットしている歌謡曲を市販のレコードでながす。そして、すぎやまこういちの作詞、作曲、編曲、唄い方などの解説があり、その解説の後に、オリジナルで使用されている「カラオケ」をフルでながす。

当時は音楽用CDはまだ存在せず、ましてオリジナルの「カラオケ」は世間の人には知られていなかった。

この「カラオケ・コーナー」と、生中継の「カラオケ・ゲーム」などの放送で、聴取者を中心に「カラオケ」「アレンジ」「編曲」という言葉が知られていくとこになる。

■生中継の時間（FM東京の場合） 

「サウンド・イン・スポット」という生中継のコーナー。

日立オーディオ製品の販売促進をからめながらゲスト歌手の生唄、生CM、そしてメインコーナーの「カラオケ・ゲーム」が行われた。

中継司会者、折原真紀など番組本編の名物、「カラオケ・コーナー」（後述）で使われる「カラオケ」を使ったゲーム。

サテライトスタジオの観覧者にカラオケを聞かせ、曲名を当ててもらい、正解者には賞品がもらえる。

この様にして「カラオケ・ゲーム」が展開していた。

（詳細３を参照）

■番組は録音部分と生中継の部分で構成されている

放送時間が1時間55分の放送内容は本編（録音された内容）と生中継（サテライトスタジオや販売店から生中継）の組み合わせで番組が構成されている。

（聴取者には"録音された番組"とは特に明言していない。）

　放送内容と時間の内訳は

・15:00～15:30：すぎやまこういち と 女性パーソナリティーによる放送（録音）

・15:30～16:00：サテライトスタジオなどから中継を放送（生中継）

・16:00～16:55：すぎやまこういち と 女性パーソナリティーによる放送（録音）

■録音部分は完パケ（CMも込みでテープに録音された番組）

番組の録音部分は完パケで作られているので、放送時には、そのテープをスタート（再生）するだけで
CMやテーマ曲、トーク、告知などすべてがセットで放送される。

■録音部分を作っていたスタジオ

「サウンド・イン・ナウ」が放送開始当時のFM東京スタジオは虎ノ門・発明会館ビルにあり、そこのスタジオで録音され、放送されていた。

番組は主に第一スタジオ（1ST、イチスタ）で収録。

この頃、FM東京のスタジオがスケジュールいっぱいで録音作業に使えない時は、日本短波放送(NSB)、現在の「株式会社日経ラジオ社」のスタジオを借りて番組を録音していた。

ちなみに、この頃、日本短波放送のスタジオはFM東京の所有スタジオではないためFM東京内スタッフからは0ST（ゼロスタ）と呼ばれていた。

1974年から西新宿の国際通信センタービル（現在のKDDIビル）31階にFM東京は最新設備で移転し、「サウンド・イン・ナウ」など番組の録音や放送、「ステレオ歌謡バラエティー」の生放送などをする様になる。

■番組録音テープを作製し放送するまでのスケジュール

すぎやまこういち、堀内美紀、録音技師、制作スタッフなどの作業での録音が土曜日の午前中に行われ、午後1時頃に収録が終了。そのテープは当日中に時間調整などの編集がされ、次週放送用にコピーや保存がされる。

重要な点は、番組の「録音した日と放送する日」の間隔が一週間であるという点である。

制作スタッフにとってはかなり忙しい作業スケジュールであった。

完成したテープはFM東京、FM愛知、FM大阪、FM福岡に種わけされ、各局に配られた。

■番組内「カラオケ・コーナー」の意義

このコーナーのために、番組には毎週沢山のハガキが来ていた。

「カラオケってなんですか」「歌手、・・・さんのカラオケ」をお願いします。とリクエストが来るようになる。これらがすぎやまこういちの一番の企画意図で、その結果「カラオケ」という言葉を世間に広める事になった。

■世間に「カラオケ」を知ってもらう活動の意味

当時の歌謡界では歌手、作詞家、作曲家には楽曲（レコード）が売れた数だけ印税が入るが、編曲家（アレンジャー）の作業はほとんど買取で、大量ヒットしても印税は入らなかった。
その事ですぎやまこういちは編曲家の仕事、活動、才能が大きくヒットにつながる事を重く感じ、編曲でどれだけ曲が変わるか、曲が良くなるかなどの活動をしていた。

それらの経緯で世間に「カラオケ」を知ってもらう意思が番組制作につながった。

「カラオケ」と言う言葉が世間に知られれば、編曲家の仕事がいかに重要かを知ってもらう事につながる。

番組中の企画例では、次の様な例がある。
昔のヒットしなかった曲を現在の編曲家が再アレンジをして、新しいタイプの音楽で演奏されると、編曲によって印象が大きく変わる実験もあった。

また録音技術の"技法"で音楽が大きく変わる事もすぎやまこういちの提唱で各レコード会社から録音エンジニアがゲストに登場した放送回もある。

演奏（楽曲）の録音時エピソード、録音テクニックなどが放送された。

この様に、「サウンド・イン・ナウ」 で「カラオケ」と言う"言葉"、"意味"が広く知られていくこととなり、現在では、「カラオケ」、「カラオケで歌う」や「カラオケボックス」などが一般に定着してきた。

●詳細１：録音部分 と 生中継の構成

放送時間 15:00～16:55 の詳細は

＜FM東京用＞

・15:00～15:30：録音された本編

・15:30～16:00：FM東京で「有楽町フードセンター」などから生中継を放送

・16:00～16:30：録音された本編

・16:30～16:55：録音された本編

＜FMネットワーク各局用＞

・15:00～15:30：録音された本編　FM愛知、FM大阪、FM福岡（東京と同じ内容)

・15:30～16:00：各ネットワーク局の独自内容を各局の電波で生放送

・16:00～16:30：録音された本編　FM愛知、FM大阪、FM福岡（東京と同じ内容)

・16:30～16:55：録音された本編　FM愛知、FM大阪、FM福岡（東京と同じ内容)

●詳細２：番組が録音されたテープ について・・・オープン・リール、6mmテープ（6.35mm巾）

＜FM東京用＞

・15:00～15:30・TAPE1：録音された本編（38cm/sec・2トラック 10号リール スコッチ#206)

・15:30～16:00・FM東京で生中継を放送

・16:00～16:30・TAPE2：録音された本編（38cm/sec・2トラック 10号リール スコッチ#206)

・16:30～16:55・TAPE3：録音された本編（38cm/sec・2トラック 10号リール スコッチ#206)

　↓

「38cm/sec・2トラック 10号リール」で録音された番組は保存され、一週間後に放送となる。

　各局用は10号リールの上記素材から「19cm/sec・2トラック 7号リール」にコピーされ当該局に発送し放送される。

　↓

＜FMネットワーク各局用＞

・15:00～15:30・TAPE1：録音された本編　FM愛知、FM大阪、FM福岡（19cm/sec・2トラック 7号リール スコッチ#206)

・15:30～16:00・各ネットワーク局の独自内容を各局の電波で生放送

・16:00～16:30・TAPE2：録音された本編　FM愛知、FM大阪、FM福岡（19cm/sec・2トラック 7号リール スコッチ#206)

・16:30～16:55・TAPE3：録音された本編　FM愛知、FM大阪、FM福岡（19cm/sec・2トラック 7号リール スコッチ#206)

●詳細３：生中継「カラオケ・ゲーム」 について

生中継を放送する「サウンド・イン・スポット」のコーナー　15:30～16:00

現在の東京銀座にある「銀座インズ」、当時は「有楽町フードセンター」と呼ばれたショッピング・アーケイド内にある、日立のオーディオ製品を展示販売する場所から生中継を 15:30～16:00 に放送する。

中継現場は日立のオーディオブランドの名称であるLo-D（ローディー）を看板にするLo-Dプラザと言うショップ。

毎週土曜日、そのショップの前にステージを仮設し、中継担当アナウンサーがFM東京経由で放送の部分、番組の 15:30～16:00 を受け持つ。

（当時は有楽町からの中継が多かったが、別のサテライトスタジオからの生中継の時もあった。）

15:30になると、すぎやまこういち の「サウンド・イン・スポットのコーナーです・・・アナウンサー！どうぞ」で録音テープから生中継に切り替わる。

この呼びかけも録音でFM東京中継用「呼びかけテープ」で、FM愛知、FM大阪、FM福岡用の4種が毎回録音されネット局に
本編テープと一緒に作製、発送し当該日、当該時刻に使用された。

中継内容はLo-Dブランドの販売促進を からめ ながらゲスト歌手の生唄、生CM、そしてメインコーナーの「カラオケ・ゲーム」が行われた。

番組本編の名物、「カラオケ・コーナー」で使われた「カラオケ」を使ったゲーム。

生中継のLo-Dプラザで観覧のお客様に「カラオケ」を聞いいていただき、曲名を当ててもらうゲーム。

出題のカラオケは普通に再生する前に出題として、逆回転2倍速、逆回転1倍速、正方向回転2倍速、と順次再生される。

出題再生する長さは数秒間。出題中に曲名がわかった人に挙手して回答してもらう。

そして正解者がいない場合は正方向回転1倍速になり間奏まで再生、なんとか正解してもらうゲーム。

正解者は日立Lo-Dの関連グッズが賞品としてもらえる。正解者はそのカラオケをバックに即、電波に乗せて歌えるというご褒美もあり。

このクイズの（出題）「カラオケ」はFM東京から番組スタッフがテープで再生している。

出題用「カラオケ・テープ」は

オープン・リール式6mmテープ（6.35mm巾）の19cm/sec・2トラック 5号リールで作られているため、再生装置の左右のリールを入れ替えれば、そのまま音は逆回転1倍速になりテープ速度を38cm/secで回せば音は逆回転2倍速になる。

左右のリールを入れ替えるので、音楽は逆回転再生にはなるが、テープは「フル巾で2トラック」のため、左右（Ｌ、Ｒ）も逆に再生されてしまうが、ゲーム音源出題には影響がないと判断で、行われていた。

この様にして「カラオケ・ゲーム」が展開していた。

そして現場からの終了合図コメントで生中継が終了すると 16:00～ の放送用本編テープがスタートする。

●詳細４：「オリジナル・カラオケ」 について

「サウンド・イン・ナウ」 で放送された「カラオケ」は今では「オリジナル・カラオケ」と呼ばれる音源。

本来は「オリジナル・カラオケ」は歌手が歌うときにステージ、営業先、テレビ、ラジオ放送で演奏スタッフがいない場合に使うのが主な目的の"伴奏テープ"だった。「カラオケ・テープ」と呼ばれていた。

「カラオケ・テープ」は歌手のスタッフ（主にマネージャや付き人など）がいつも持参し、仕事先で生演奏の代わりに「カラオケ・テープ」を再生し歌手が生で歌う場合に使っていた。

「サウンド・イン・ナウ」ではその「カラオケ・テープ」をレコード会社から入手し番組制作に使用していた。

●詳細５：「オリジナル・カラオケ」 放送予定の曲名が空欄の雑誌掲載について

「サウンド・イン・ナウ」 で放送される予定の「カラオケ」は当時の小学館発行のFM放送番組情報雑誌FMレコパルに
２週間分の番組予告で放送予定の「オリジナル・カラオケ」の曲名が掲載されていた。

その番組欄で確認された曲名で視聴者が放送予定の曲名を知る事ができたが、掲載されず曲目欄が空欄の場合があった。

これは、雑誌社の掲載締め切りの時点で放送する曲目が決まっていないまま番組制作（録音）の日時になってしまったのが原因。

「カラオケ・コーナー」以外の洋楽の特集も、何を特集するか決まっていないうちに掲載締め切りが過ぎて、急いで番組録音となった結果で、FM放送番組情報雑誌には特集が空欄のまま雑誌の番組表が印刷される事になった。

最初にも記されているように、番組録音から本番放送までに時間がないために、予め放送予定の曲目が決まっていないと

空欄の番組表になってしまうのである。

●詳細６：「オリジナル・カラオケ」 が２回、３回同じ場合があった。

以前に放送された「カラオケ」と同じ曲が放送される放送回が時おりあった。

これは上記の詳細５に起因されるが、理由は「リクエストが多かった」と言うより制作日程で番組録音の時までに曲目が決定していない場合、録音開始までに「オリジナル・カラオケ」が用意（入手）できないので、以前から番組担当者が持ち合わせている音源を再度、使う事があったためである。

| TOKYO FM制作JFN系列 土曜15時枠 | TOKYO FM制作JFN系列 土曜15時枠 | TOKYO FM制作JFN系列 土曜15時枠 |
| 前番組                         | 番組名                         | 次番組                         |
| ------------------------------ | ------------------------------ | ------------------------------ |
| -                              | 日立・サウンド・イン・ナウ     | サタデーアドベンチャー         |

| スタブアイコン | サブスタブ | この項目は、まだ閲覧者の調べものの参照としては役立たない、ラジオ番組に関連した書きかけの項目です。この項目を加筆・訂正などしてくださる協力者を求めています（P:ラジオ/PJ:放送番組）。 |